# Cuenca de Nashville
La cuenca de Nashville es un término que se usa a menudo para describir el área que rodea a Murfreesboro, Tennessee, en la que se encuentra Nashville.

## Geografía
La cuenca ocupa el centro de la meseta del interior en Tennessee, como una pequeña parte del norte de Alabama y varios condados en el sur de Kentucky. La cuenca de Nashville se divide en la cuenca interior y la cuenca exterior. La cuenca de Nashville cubre un área total de 21 000 km cuadrados, de los cuales más de las tres cuartas partes se encuentran en la cuenca exterior. La mayor parte del desarrollo de la cuenca de Nashville se encuentra en la parte occidental de la cuenca exterior, aunque hay varias ciudades de tamaño moderado en la cuenca interior.

## Geología
La cuenca de Nashville fue causada por un levantamiento que produjo un domo conocido como el domo de Nashville. Este se evidencia por los estratos rocosos subyacentes que se sumergen hacia abajo alejándose de Nashville. El levantamiento del domo de Nashville fracturó los estratos superiores, lo que hizo que se erosionara más fácilmente y, por lo tanto, el "domo" resultó en una cuenca. Los estratos elevados en el centro de un domo geológico tienen una energía erosiva potencial más alta que los estratos circundantes, porque son físicamente más altos. La erosión actúa así sobre la zona levantada en mayor medida que sobre la zona plana circundante, creando una zona baja, es decir, una cuenca. Esta área se conoce más correctamente como el "domo central" de Tennessee.
La cuenca se extiende aproximadamente de cuarenta y cinco a sesenta millas al este de Nashville, y unas ochenta millas al sur, cerca de la frontera estatal entre Tennessee y Alabama. Los viajeros que salen de Nashville en dirección norte o este pronto comenzarán a subir el escarpe que marca la provincia geológica/fisiográfica limítrofe, Highland Rim y más hacia el este, la meseta de Cumberland. El borde sur de Highland Rim es más distante y algo menos pronunciado. Las únicas rutas cuesta abajo que salen del área siguen el curso del río Cumberland amedida que fluye hacia el noroeste hacia Ashland City y Clarksville.
La cuenca interior del terreno más plano se encuentra al sur y al este de Nashville, principalmente en los condados de Marshall, Rutherford, Wilson y Bedford. Los claros de piedra caliza (o claros calcáreos), ubicados al este de Nashville, principalmente en los condados de Wilson y Rutherford, son áreas abiertas donde la roca caliza plana está casi desprovista de suelo suprayacente.